# روزوادوو
روزوادوو (به چکی: Rozvadov) یک منطقهٔ مسکونی در جمهوری چک است که در ناحیه تاخوو واقع شده‌است. روزوادوو ۵۴٫۸۸ کیلومتر مربع مساحت و ۷۸۲ نفر جمعیت دارد و ۵۷۰ متر بالاتر از سطح دریا واقع شده‌است.